# Au bord du gouffre (Angel)
Pour les articles homonymes, voir Au bord du gouffre.
Au bord du gouffre est le 4e épisode de la saison 5 de la série télévisée Angel.

## Synopsis
Fred continue à travailler sur le cas de Spike pour lui rendre sa forme corporelle avant d'être convoquée par Angel car Eve s'est aperçue que le laboratoire avait considérablement dépassé son budget. Fred avoue alors à Angel qu'elle cherche à aider Spike car elle est convaincue qu'il pourrait se battre à leurs côtés, ce à quoi Angel ne croit pas. De son côté, Spike disparaît de plus en plus fréquemment et se fait harceler par des spectres de personnes qui sont mortes dans les locaux de Wolfram & Hart et qui l'informent que « la faucheuse » vient pour le chercher. Même quand Spike pense réapparaître, les autres semblent ne plus le voir mais, en se concentrant, il arrive à écrire le mot « faucheuse » avec son doigt sur la vitre de la douche de Fred. Grâce à cette information, l'équipe d'Angel trouve que ce surnom fait référence à Matthias Pavayne, un médecin et sorcier du XVIIIe siècle que Wolfram & Hart a sacrifié pour que son sang désacralise l'endroit où se tiennent ses locaux de Los Angeles. Le groupe finit par établir que Pavayne s'est servi de ses pouvoirs pour échapper à l'Enfer, y envoyant régulièrement à sa place les personnes qui meurent dans les locaux de Wolfram & Hart. 
Pendant ce temps, Spike se fait torturer par Pavayne, qui explique au vampire qu'il peut plier la réalité à ses désirs. De son côté, Fred arrive enfin à réunir tout ce qui lui était nécessaire pour la machine devant servir à rendre sa forme corporelle à Spike. Alors que Pavayne s'apprête à l'envoyer en Enfer, Spike arrive à se concentrer suffisamment pour lui asséner des coups et prend momentanément l'avantage sur lui. Mais Pavayne reprend vite le dessus et Spike fuit au laboratoire où Fred, sentant sa présence, lui dit d'entrer dans le cercle qu'elle a créé pour retrouver sa forme. Mais Pavayne intervient et menace de la tuer alors que les autres s'avèrent incapables de le toucher. Pour sauver Fred, Spike réussit alors à pousser Pavayne dans le cercle et à lui faire ainsi retrouver sa forme corporelle. Spike prévient Angel de ne pas tuer Pavayne, car il pourrait alors recommencer ses pratiques, et Angel le fait emprisonner dans une minuscule pièce où un dispositif le maintiendra en vie éternellement. Fred confie à Spike que sa machine était à usage unique et qu'elle ne pourra sans doute plus l'aider mais Spike ne regrette pas son choix de l'avoir secourue plutôt que de récupérer son corps, ce qui confirme à Fred qu'il mérite d'être sauvé. Spike lui montre ensuite qu'il peut désormais agir un peu sur le réel s'il se concentre suffisamment et qu'il s'habitue à sa condition.

## Production
Steven S. DeKnight, réalisateur et scénariste de l'épisode, affirme que celui-ci a été extrêmement difficile à tourner : « chaque scène était filmée de neuf manières différentes. C'était un cauchemar au niveau technique et, de plus, il y avait beaucoup d'effets spéciaux très chronophages ».

## Statut particulier
Nikki Stafford, dans Once Bitten, évoque l'un des épisodes les plus horrifiques et inquiétants de toute la série et note que c'est le seul épisode d'Angel dont la diffusion a été précédée d'un avertissement concernant des images violentes. Noel Murray, du site The A.V. Club, indique qu'il a aimé l'épisode car c'est un retour aux racines horrifiques de la série, bien qu'il joue un peu trop à vouloir faire peur, et qu'il comporte une « scène absolument fantastique entre Angel et Spike » où ils comparent leurs vues respectives sur l'enfer et la culpabilité. Les rédacteurs de la BBC trouvent également que l'épisode comporte des scènes « inhabituellement horrifiques » qui fonctionnent bien, et se réjouissent de l'épaisseur supplémentaire donnée au personnage de Spike. Keith Topping estime que l'intrigue principale est « un mélange réussi entre de l'horreur écœurante et de l'ironie incisive », que les scènes entre Spike et Fred sont très bien interprétés et que la fin réaffirme de façon satisfaisante le credo principal de la série sur la rédemption.
Mikelangelo Marinaro, du site Critically Touched, délivre une critique beaucoup plus mitigée lui donnant la note de C- et affirmant que c'est un épisode « assez divertissant et effrayant » mais qui ne va pas au-delà et qui ne révèle « rien de nouveau sur Spike » bien qu'il soit centré sur ce personnage.

## Distribution

### Acteurs et actrices crédités au générique
- David Boreanaz : Angel
- James Marsters : Spike
- J. August Richards : Charles Gunn
- Amy Acker : Winifred Burkle
- Andy Hallett : Lorne
- Alexis Denisof : Wesley Wyndam-Pryce

### Acteurs et actrices crédités en début d'épisode
- Sarah Thompson : Eve
- Simon Templeman : Matthias Pavayne
- Dorie Barton : Claire la voyante